# Thomas J. Oakley

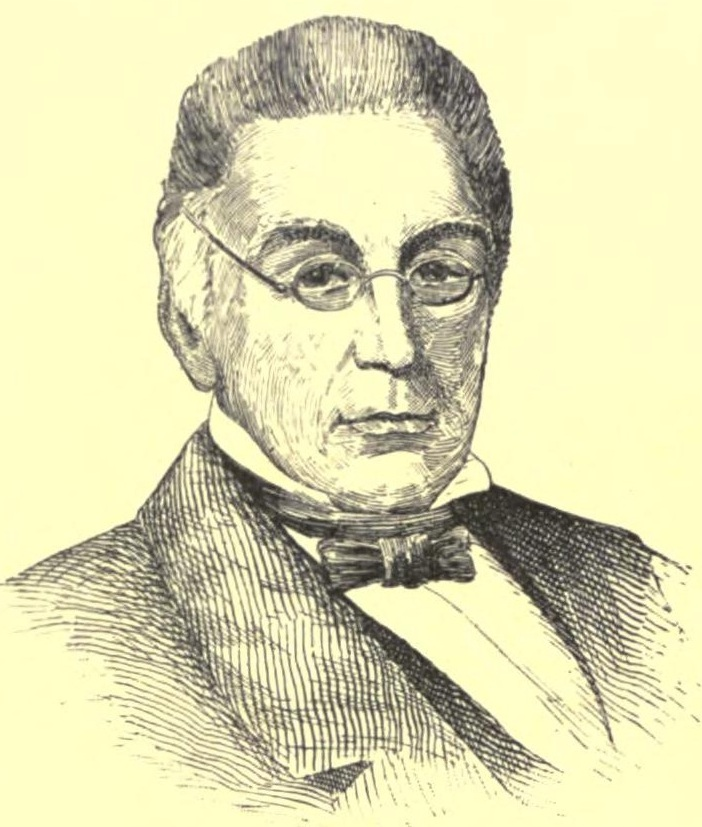
Thomas J. Oakley

Thomas Jackson Oakley (* 10. November 1783 bei Poughkeepsie, New York; † 11. Mai 1857 in New York City) war ein US-amerikanischer Jurist und Politiker. Er vertrat zwischen 1813 und 1815 sowie in den Jahren 1827 und 1828 den Bundesstaat New York im US-Repräsentantenhaus.

## Werdegang
Thomas Jackson Oakley wurde ungefähr zwei Monate nach dem Ende des Unabhängigkeitskrieges bei Poughkeepsie geboren. 1801 graduierte er am Yale College. Er studierte Jura und begann nach dem Erhalt seiner Zulassung als Anwalt 1804 in Poughkeepsie zu praktizieren. Er war in den Jahren 1810 und 1811 als Vormundschafts- und Nachlassrichter (surrogate) in Dutchess County tätig. Politisch gehörte er der Föderalistischen Partei an. Bei den Kongresswahlen des Jahres 1812 wurde er im vierten Wahlbezirk von New York in das US-Repräsentantenhaus in Washington, D.C. gewählt, wo er am 4. März 1813 die Nachfolge von James Emott antrat. Er schied nach dem 3. März 1815 aus dem Kongress aus. Danach saß er im Jahr 1816 sowie zwischen 1818 und 1820 in der New York State Assembly. 1819 war er Attorney General von New York. Zu jener Zeit schloss er sich der Jacksonian-Fraktion an. Im Jahr 1826 wurde er im fünften Distrikt in das US-Repräsentantenhaus gewählt, wo er am 4. März 1827 die Nachfolge von Bartow White antrat. Am 9. Mai 1828 gab er seinen Rücktritt bekannt, um einer Ernennung als Richter am Superior Court von New York City zu folgen, wo er bis 1847 tätig war. Im Oktober 1847 wurde er zum Chief Justice ernannt, eine Stellung, die er bis zu seinem Tod am 11. Mai 1857 innehatte. Sein Leichnam wurde auf dem Trinity Church Cemetery beigesetzt.